# صموئيل س. ميلز
صموئيل س. ميلز (بالإنجليزية: Samuel C. Mills)‏ هو مصور أمريكي، ولد في 8 أكتوبر 1833 في واشنطن العاصمة في الولايات المتحدة، وتوفي بنفس المكان في 7 أكتوبر 1911.